# Žralok písečný
Žralok písečný (Carcharias taurus) je velký druh žraloka, zástupce čeledi písečníkovitých. Po světě má mnoho jmen. V Austrálii a ve Velké Británii se nazývá grey nurse shark – „šedá sestra“. Vyskytuje se v pobřežních vodách po celém světě. Přes svůj hrůzostrašný vzhled jde o poměrně klidný a pomalu se pohybující druh žraloka. Všeobecně není považován za nebezpečného, pokud není vyprovokován. Pro tyto rozporuplné vlastnosti a pro velkou přizpůsobivost v zajetí je považován za nejčastěji chovaný velký druh žraloka ve veřejných akváriích.

## Anatomie a vzhled
Tělo je silné, se dvěma velkými hřbetními ploutvemi. Ocas je protáhlý s dlouhým horním lalokem. Obvykle dorůstá do délky 3,5 metru, v takovém případě váží 90 až 160 kg. Maximální, věrohodně doložená zpráva, hovoří o exempláři s váhou 660 kg.
Žralok písečný má většinou šedý hřbet a bílý spodek. V srpnu 2007 byl v Austrálii vyfotografován albín.

## Potrava
Strava se skládá z ryb, mladých žraloků a rejnoků, chobotnic a korýšů.

## Chování
Tito žraloci se obvykle zdržují v pobřežních vodách v hloubkách mezi 60 až 190 metry, ačkoliv byli zaznamenáni také ve větších hloubkách. Během dne často vyhledávají útočiště v podmořských jeskyních a mezi skalisky a v noci vyrážejí na lov. Během dne se vykazují pomalejší chování, aktivnějšími se stávají v noci. Žralok písečný je jediný známý druh žraloka, který polyká vzduch a ukládá si jej v žaludku, aby zachoval neutrální vztlak při plavání.
Přestože se obecně má za to, že tento druh žraloka není lidem nebezpečný, databáze ISAF obsahuje 76 zaznamenaných útoků na lidi, z nichž 29 bylo klasifikováno jako nevyprovokované. Dva z těchto nevyprovokovaných útoků vedly k úmrtí.

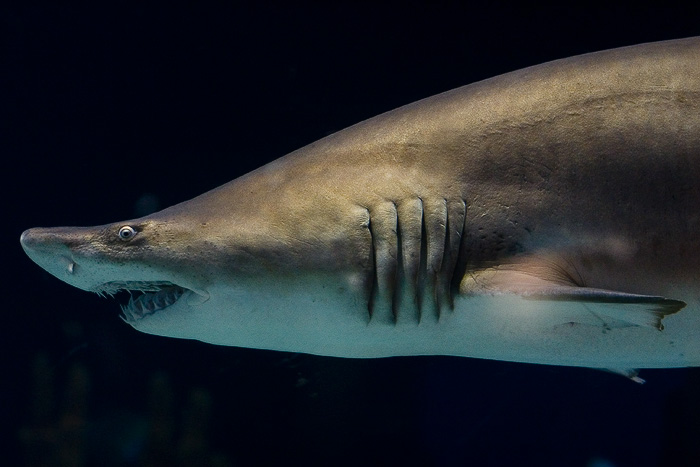
Žralok písečný v Minnesota Zoo

## Rozmnožování
Tento druh je živorodý, jeho embrya se však živí sami sebou navzájem. Uvnitř dělohy se mladí žraloci krmí živinami ze žloutkového váčku a pak i jeden druhým, dokud nezbudou dva poslední jedinci. Chce-li matka poskytnou mladým další potravu, produkuje další vajíčka, která zbývající mladí konzumují. Tato reprodukční strategie je známá také jako nitroděložní kanibalismus. Ve dvou letech jsou mladí žraloci zhruba metr dlouzí a plně schopni se o sebe postarat.